# Grafmonument van Bram Lafeber en Frans Moussault
Het grafmonument van Bram Lafeber en Frans Moussault is een monument op begraafplaats Orthen in de Nederlandse stad 's-Hertogenbosch.

## Achtergrond
De 11-jarige Abraham Dominicus Maria (Bram) Lafeber en 14-jarige Franciscus Johannes Augustinus (Frans) Moussault kwamen om het leven toen zij in november 1944, enkele weken na de bevrijding van 's-Hertogenbosch, met een granaat speelden.
Hun grafmonument werd gemaakt door beeldhouwer Piet Verdonk en geplaatst ten zuidwesten van het lijkenhuisje. Het wordt ook wel beschouwd als oorlogsmonument. Verdonk maakte een vijftiental grafstenen en -monumenten, waaronder op deze begraafplaats ook het grafteken voor beeldhouwer Sjef Goossens en diens vrouw.

## Beschrijving
Het kalkstenen grafmonument verbeeld het moment vlak voor de ontploffing van de granaat. Een engel houdt de armen en vleugels gespreid om beide jongens, die de granaat onderzoeken. De engel heeft een lelie in de linkerhand. Op de sokkel is in bronzen letters te lezen: 

BRAM LAFEBER
* 6 dec 1932
      FRANS MOUSSAULT
      * 24 okt 1930

  † 11 nov 1944

Het graf is omlijst met losse brokken kalksteen.

## Waardering
Het grafmonument werd in 2002 als rijksmonument in het Monumentenregister opgenomen, vanwege de "cultuurhistorische waarde als bijzondere uitdrukking van een sociale en geestelijke ontwikkeling, in het bijzonder de ontwikkeling van de katholieke grafcultuur, het is tevens van belang als illustratie van de typologische ontwikkeling van het grafmonument. Het graf is van belang vanwege de plaats die de sculptuur inneemt binnen het oeuvre van de Bossche beeldhouwer Piet Verdonk. Het graf heeft kunsthistorisch belang vanwege de toegepaste realistische vormgeving. Het graf heeft ensemblewaarden als onderdeel van een groter geheel met cultuurhistorische, architectuurhistorische en typologische samenhang. Het is gaaf bewaard gebleven en typologisch zeldzaam."